# Noel, Missouri
Noel är en ort i McDonald County i Missouri, USA.